# Batu Silangit
Batu Silangit is een bestuurslaag in het regentschap Simalungun van de provincie Noord-Sumatra, Indonesië. Batu Silangit telt 1713 inwoners (volkstelling 2010).